# Îles Wellesley
Ne doit pas être confondu avec île Wellesley.
Les îles Wellesley (en anglais : Wellesley Islands) forment un archipel situé en mer d'Arafura, plus précisément dans le golfe de Carpentarie, au large des côtes septentrionales du Queensland, en Australie. Elles ont été nommées par Matthew Flinders en l'honneur de Richard Wellesley, 1er marquis Wellesley. La principale île de l'archipel est l'île Mornington (1 018 km2) qui abrite 1 000 habitants. Elle est accompagnée (du sud au nord) des îles Denham, Sydney, Lingnoonganee et Pisonia. Au nord de Mornington Island, deux petites îles de l'archipel forment le Manowar and Rocky Islands Important Bird Area et sont protégées en raison de leur importance pour l'avifaune. Les îles Wellesley méridionales (dont les îles  Bentinck (180 km2)، Sweers, Albinia,  Fowler, Douglas, Bessie, Allen et Horseshoe) et les îles Wellesley occidentales (dont les îles Forsyth (45,4 km2), Pains et Bayley) dépendent du même gouvernement local du comté de Mornington. Un petite paire  d'îles se trouve à proximité à l'est de l'archipel principal, les îles Bountiful.